# Ida Saxton McKinleyová
Ida Saxton McKinleyová (8. června 1847, Canton, Ohio, USA – 26. května 1907, Canton) byla v letech 1897 až 1901 první dáma USA jako manželka 25. prezidenta USA Williama McKinleyho.
Byla dcerou významného bankéře Jamese Saxtona, pocházela z Ohia, nějaký čas pracovala jako pokladní v otcově bance, což bylo v té době místo vyhrazené mužům. S Williamem McKinleym se seznámila na pikniku v roce 1867, sňatek se konal 25. ledna 1871.
Trpěla velmi těžkou epilepsií, kvůli jejímu zdravotnímu stavu musely být dokonce upraveny některé zvyklosti diplomatického protokolu. Měla dvě dcery, obě však v dětství zemřely.
Po atentátu na jejího manžela upadla do depresí. Až do své smrti navštěvovala každý den hrob svého manžela. Zemřela 26. května 1907 ve věku nedožitých šedesáti let. Byla pohřbena po boku svého chotě a svých dcer. 